# National Cup 2002 (hockey su pista)
La National Cup 2002 è stata l'82ª edizione della principale coppa nazionale inglese di hockey su pista. Il trofeo è stato conquistato dall'Herne Bay United per la settima volta nella sua storia.

## Risultati

### Semifinali
| Squadra 1        | Risultato | Squadra 2  |
| ---------------- | --------- | ---------- |
| 10 marzo 2002    |           |            |
| Herne Bay United | 3 - 1     | Maidstone  |
| Middlesbrough    | 5 - 3     | Letchworth |

### Finale
| 2 giugno 2002 | Herne Bay United | 6 – 5 | Middlesbrough |  |

## Campioni
| Vincitore National Cup 2002 |
| --------------------------- |
| Herne Bay United 7º titolo  |